# Иньмахэ
Иньмахэ́ (кит. упр. 饮马河) — река в китайской провинции Гирин, левый приток Сунгари.

## Исторические названия
Во времена империи Мин река была известна под названиями Имихэ (一迷河, 伊迷河) и Элэминьхэ (额勒敏河). Во времена империи Цин река была известна как Илэмэньхэ (伊勒门河) и Имахэ (驿马河).

## География
Исток реки находится на территории городского уезда Паньши. Оттуда река течёт на северо-запад, затем сквозь чанчуньский район Шуанъян — на север, попадая в водохранилище Шитоукоумэнь. После водохранилища река продолжает путь на север через районы Цзютай и городской уезд Дэхуэй, и на территории уезда Нунъань впадает в Сунгари.

## Притоки
- Итунхэ